# Harel Insurance Investments and Financial Services
Die Harʾel Insurance Investments and Financial Services Ltd. 
(hebräisch הַרְאֵל הַשְׁקָעוֹת בְּבִטּוּחַ וְשֵׁרוּתִים פִינַנְסִים בָּעָ״מ Harʾel Haschqaʿōt bəViṭṭūach wəScherūtīm Fīnansīm, deutsch ‚Harʾel - Investitionen in Versicherung und Finanzielle Dienste GmbH‘, Plene: הראל השקעות בביטוח ושירותים פיננסים בע״מ) ist ein israelisches Versicherungs- und Investmentunternehmen mit Betriebsstätte in Ramat Gan.

## Unternehmen
Die deutschen Eheleute Margot und Ernst Hamburger gründeten das Unternehmen im Jahre 1935. 1982 erfolgte der Börsengang an die Tel Aviv Stock Exchange.